# كوجي ناكامورا
كوجي ناكامورا (باليابانية: 中村弘二؛ بالكانا: なかむら こうじ) هو كاتب أغاني وموسيقي ياباني، ولد في 28 سبتمبر 1977 في تووادا في اليابان.

## وصلات خارجية
- الموقع الرسمي
- كوجي ناكامورا على موقع ميوزك برينز (الإنجليزية)
- كوجي ناكامورا على موقع ميوزك برينز (الإنجليزية)
- كوجي ناكامورا على موقع ميوزك برينز (الإنجليزية)
- كوجي ناكامورا على موقع ميوزك برينز (الإنجليزية)
- كوجي ناكامورا على موقع ديسكوغز (الإنجليزية)
- كوجي ناكامورا على موقع ديسكوغز (الإنجليزية)
- كوجي ناكامورا على موقع ديسكوغز (الإنجليزية)
- كوجي ناكامورا على موقع ديسكوغز (الإنجليزية)